# Chapelle palatine de Palerme
Ne doit pas être confondu avec Chapelle palatine d'Aix-la-Chapelle.
Pour un article plus général, voir Palais des Normands.
La chapelle palatine de Palerme est une chapelle catholique édifiée à l'intérieur du palais des Normands, dans la ville sicilienne de Palerme. Elle est dédiée aux saints Pierre et Paul.
Construite au XIIe siècle sur ordre et pour l'usage du premier roi normand de Sicile, Roger II, elle est emblématique du style arabo-normand qui combine des éléments d'architectures romane, byzantine et arabe ; elle se signale particulièrement par la splendeur de ses mosaïques sur fond doré.
La messe y est célébrée chaque dimanche à 10 heures.
La chapelle est inscrite au Patrimoine mondial par l'UNESCO depuis le 3 juillet 2015, avec les cathédrales de Cefalù et de Monreale, autres remarquables exemples du style arabo-normand propre à la Sicile et intérieurement décorés de mosaïques de facture byzantine exaltant le christianisme.

## Historique

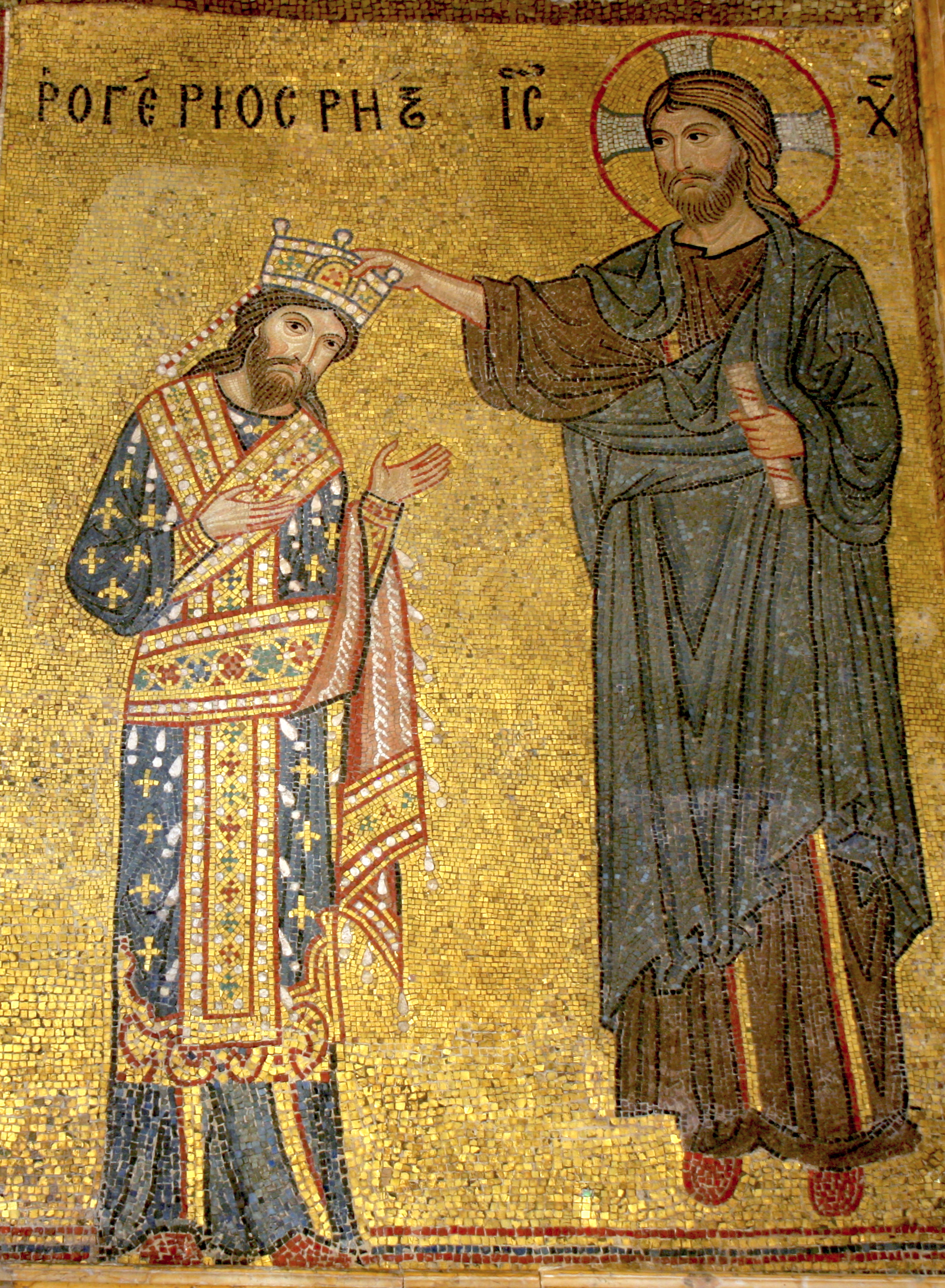
Roger II, mosaïque de l'Église de la Martorana de Palerme

En 1130, Roger II fut couronné roi de Sicile ; il commença la construction de la chapelle en 1132 ; les chartes de l'époque indiquent qu'elle est consacrée le 28 avril 1140, en tant que chapelle privée de la famille royale. Les travaux en furent terminés en 1143. Une inscription trilingue (latin, grec, arabe) à l'extérieur de la chapelle indique la construction d'une horloge en 1142.
Endommagée par le tremblement de terre de septembre 2002 qui toucha Palerme, elle bénéficia de travaux de restauration terminés en juillet 2008. Le programme de restauration, établi par l'architecte Guido Meli, directeur du "Centro regionale per il restauro" de la région de Sicile, a été financé grâce au mécène allemand Reinhold Würth pour plus de trois millions d'euros. Les travaux ont été réalisés par un groupe de restaurateurs romains des biens culturels. L'exploitation touristique est concédée à la Fondazione Federico II.

## Architecture

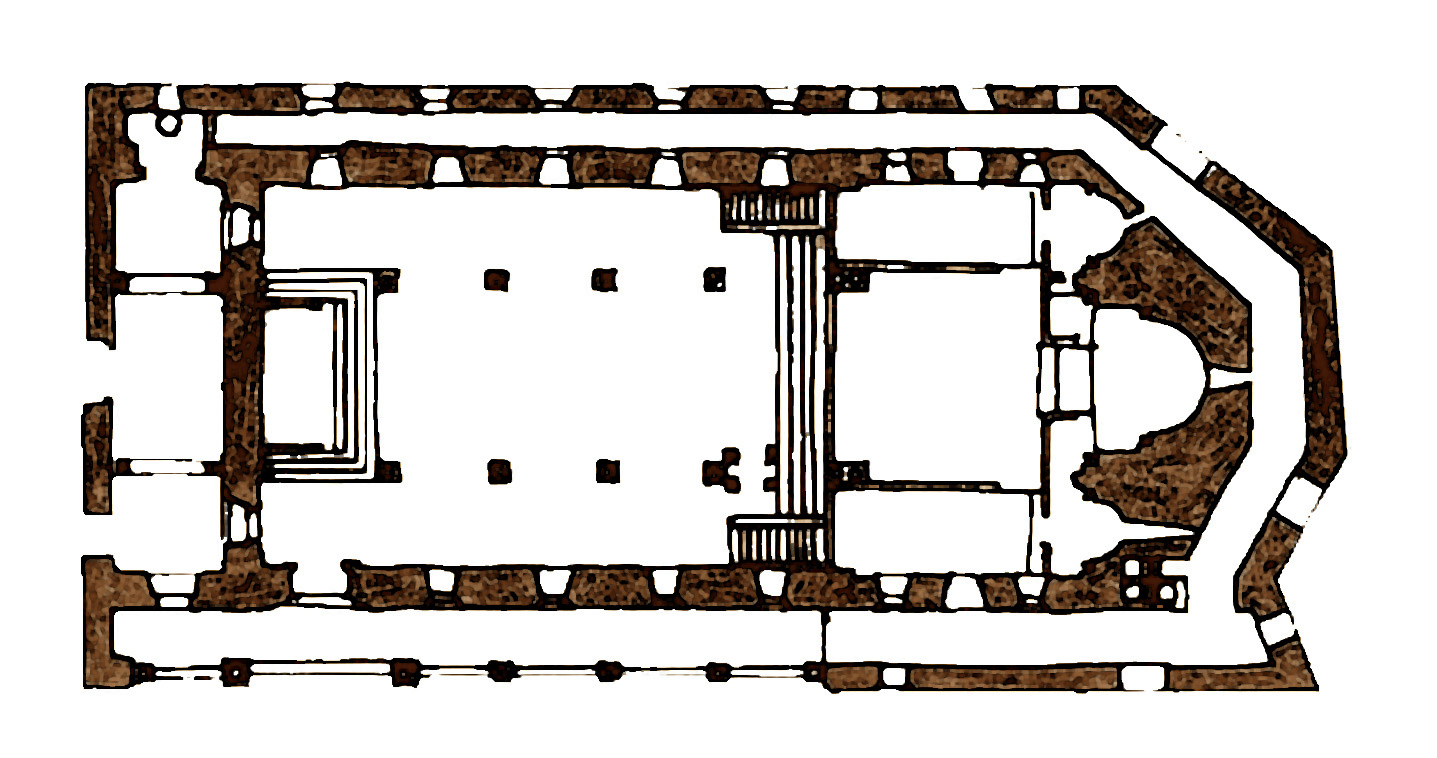
Plan de la chapelle.

La chapelle combine des éléments architecturaux des chrétientés occidentale et orientale et de l'islam d'une façon exceptionnelle et unique dans le monde, rappelant la grande tolérance religieuse qui a marqué le règne de Roger II. C'est une église à trois nefs sans véritable transept (cette partie est cependant suggérée) ; deux lignes de six colonnes séparent la nef principale des deux bas-côtés ; le chœur, surmonté d'une coupole est légèrement surélevé, et est terminé par trois absides voûtées en cul-de-four, chacune d'entre elles fermant une des nefs.
Sa particularité principale est dans la richesse de sa décoration, que ce soit celle du plafond de bois ouvragé à la manière arabe, celle des mosaïques de style byzantin ornant les absides et les parties supérieures des murs et des parois ou celle des revêtements de marbre du sol couvrant également la partie inférieure des murs. Aucune partie de la chapelle, qui contient également des éléments sculptés, n'est exempte de décoration et en particulier, les mosaïques couvrent l'intégralité des parties supérieures de l'édifice - à l'exception des plafonds - caractéristique qui la rapproche de la basilique Saint-Marc de Venise et de la cathédrale de Monreale, laquelle lui est postérieure et en est inspirée.

## Décoration

### Le sol et le bas des murs

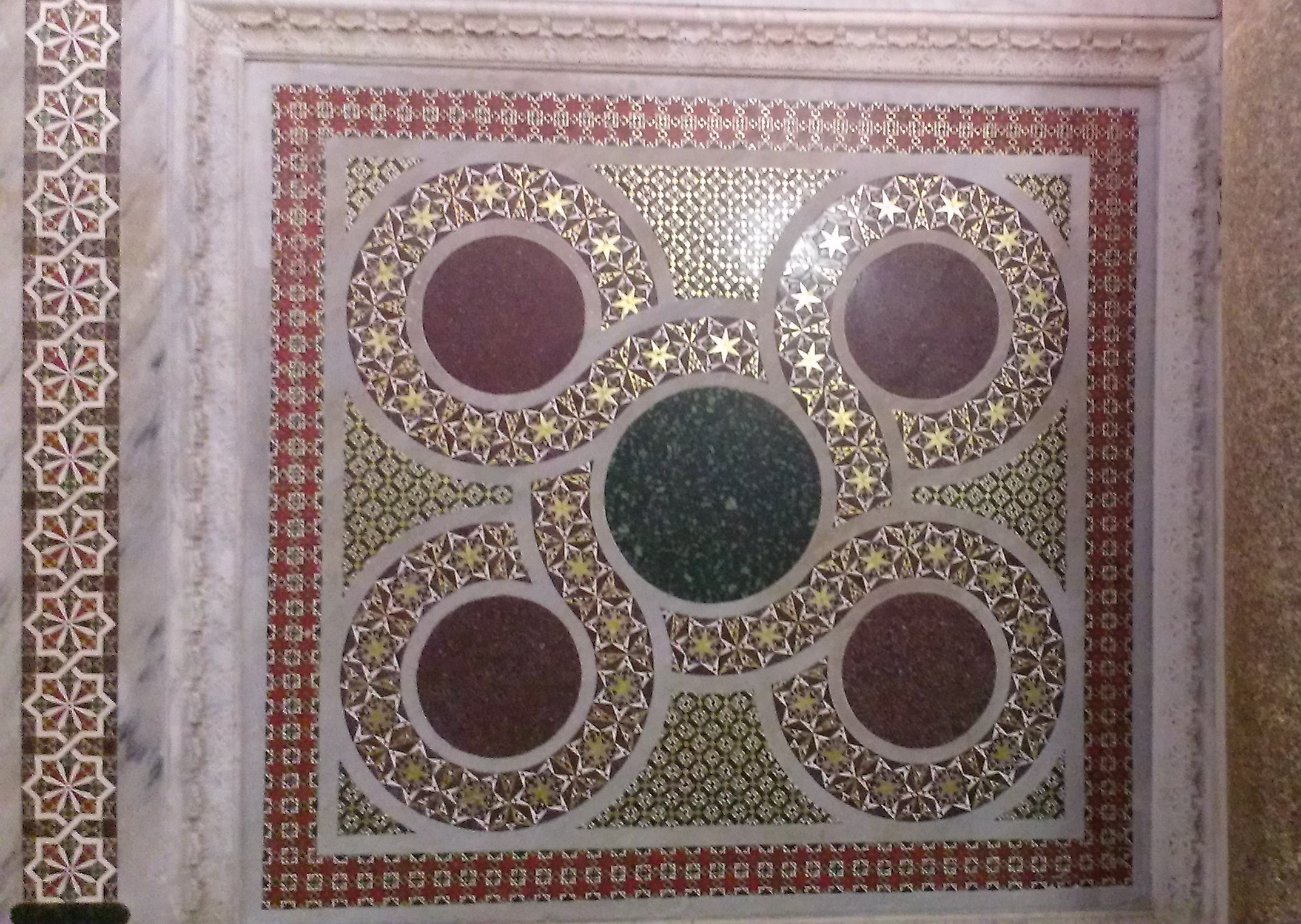
Mosaïque de marbre en opus sectile sur les parties basses des murs.

Le sol de la chapelle ainsi que le bas des murs latéraux (jusqu'à hauteur d'homme) sont recouverts de somptueux revêtements de marbre en opus sectile, à décors multicolores principalement géométriques.

### Les mosaïques

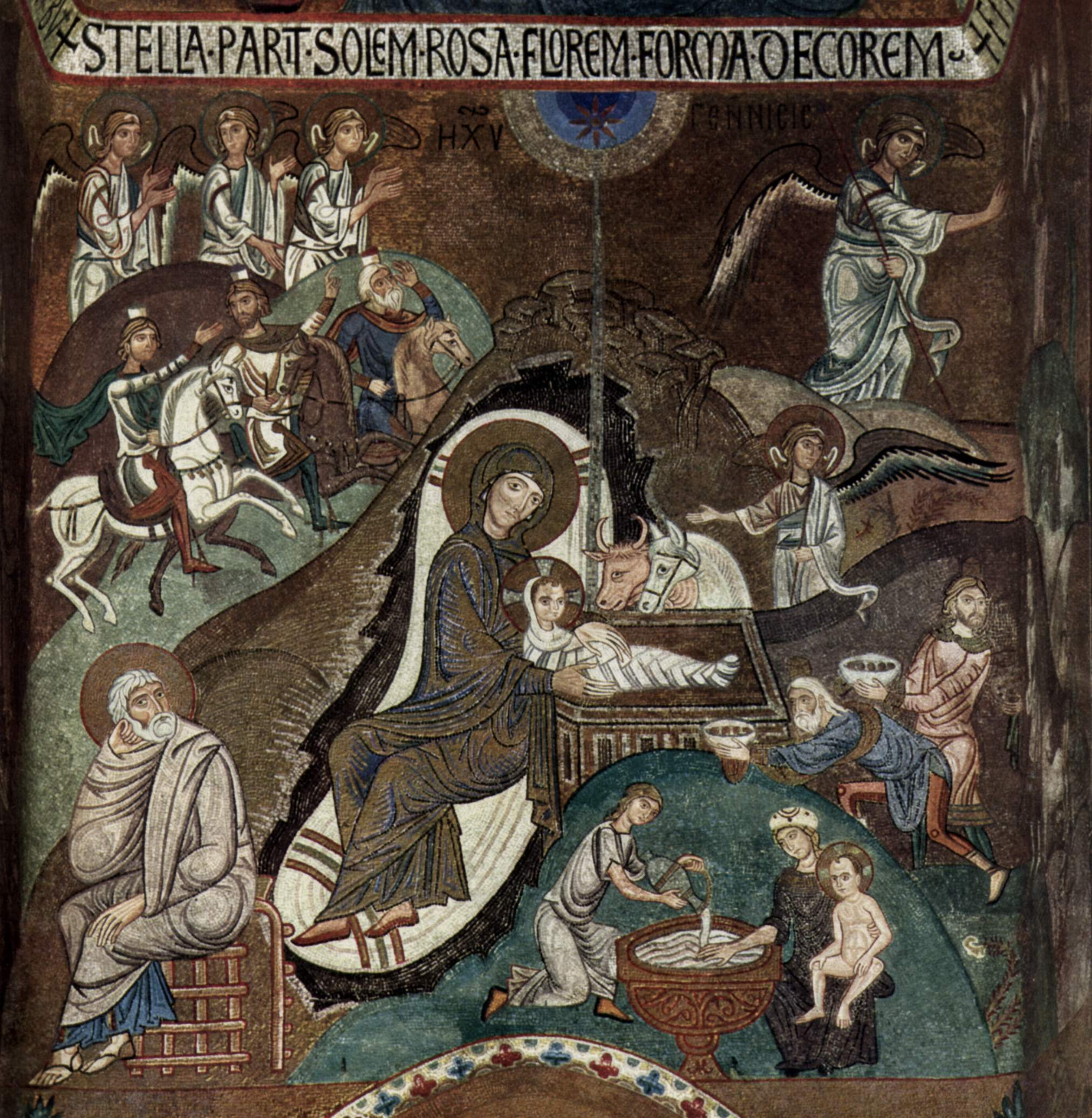
Mosaïque de la Nativité.

Les mosaïques de la chapelle sont de style byzantin et ont été exécutées par des artistes grecs appelés à cet effet par Roger II. Elles datent dans l'ensemble du XIIe siècle mais ont subi nombre de restaurations ou réparations au cours du temps, selon des critères artistiques et esthétiques bien différents, que l'on identifie, de ce fait, très facilement.

#### Nef centrale

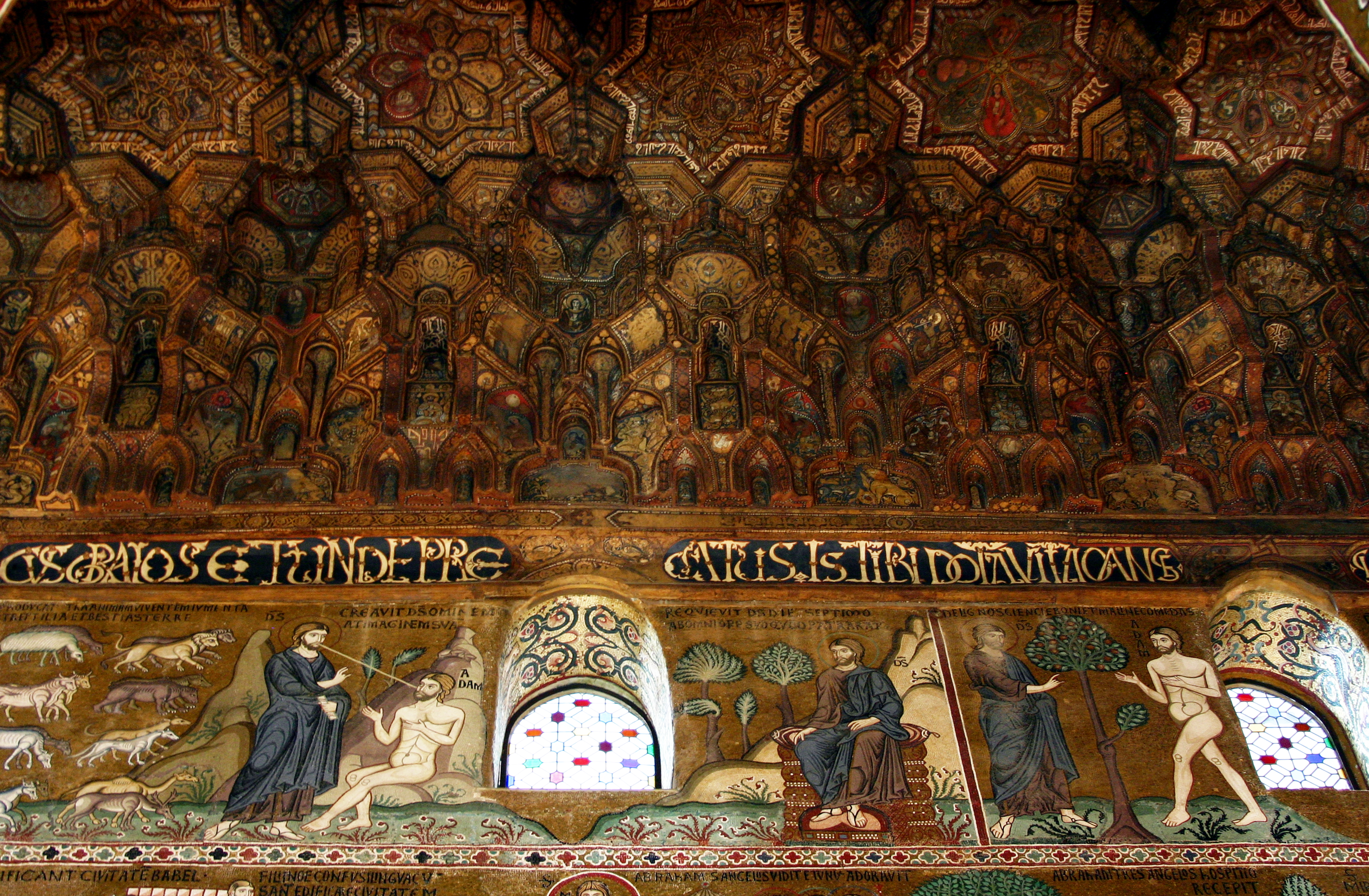
Plafond de la nef et panneaux de mosaïques de la Création.

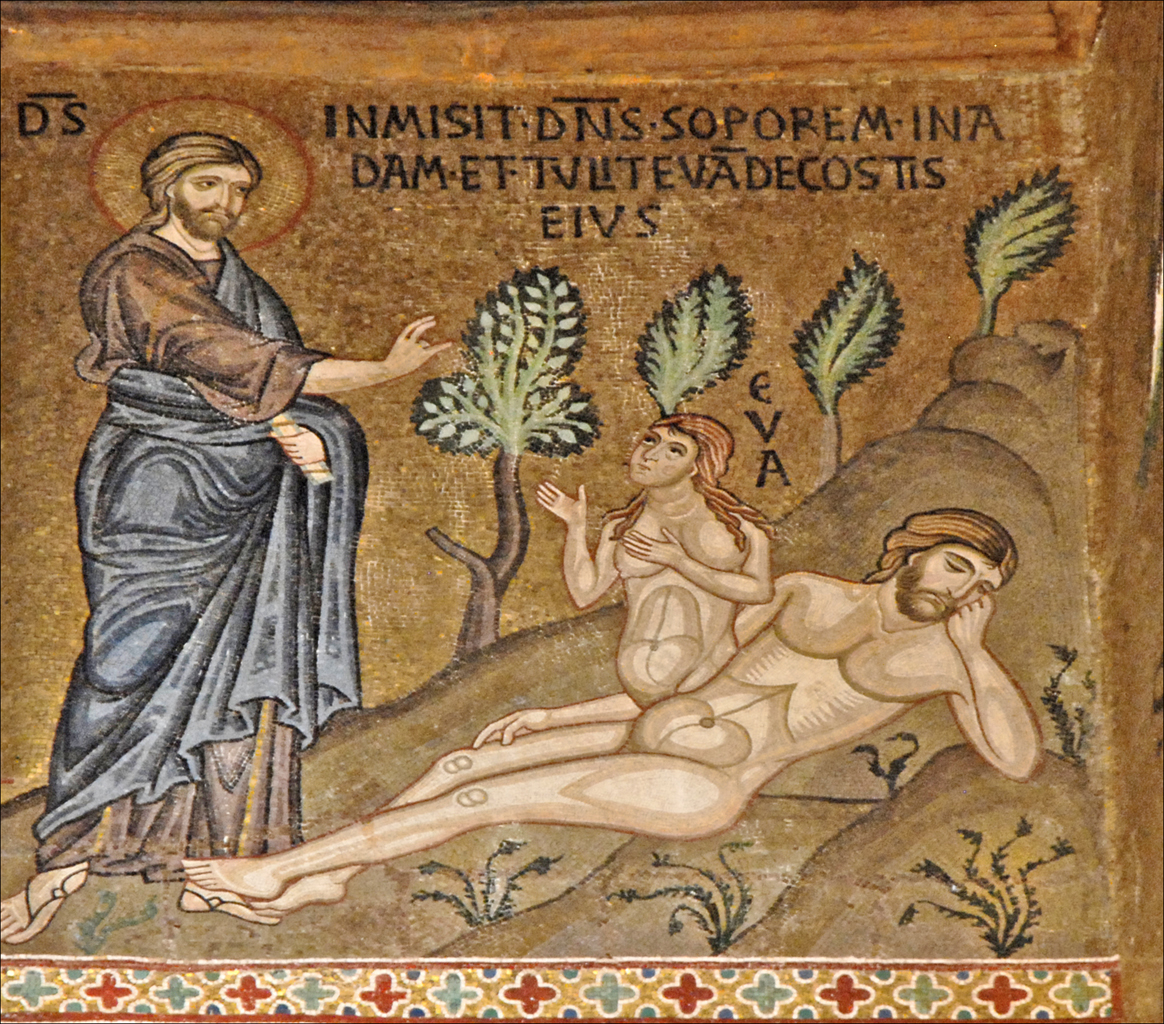
Détail : Ève tirée du côté d'Adam.

La partie supérieure des parois de la nef, au dessus des arcatures qui la séparent des bas-côtés, présente une frise de scènes du livre de la Genèse, scènes séparées les unes des autres par les fenêtres garnies de vitraux au décor géométrique simple. Chaque scène est accompagnée des versets bibliques correspondants, en latin.

Du côté sud, depuis le transept vers le bas de la nef, nous trouvons dans l'ordre : 
1. Création des Cieux, de la Terre et de la Lumière : premier jour (Gen. 1,1-5)
2. Création du firmament et séparation des eaux : deuxième jour (Gen. 1,6-8)
3. Séparation de la terre et des eaux, création des plantes : troisième jour (Gen. 1,9-13)
4. Création du Soleil, de la Lune et des étoiles : quatrième jour (Gen. 1,14-19)
5. Création des oiseaux et des poissons : cinquième jour (Gen. 1,20-23)
6. Création des animaux terrestres : sixième jour (Gen. 1,24-25)
7. Création d'Adam : sixième jour (Gen. 1,26-31)
8. Repos de Dieu le septième jour (Gen. 2,1-3)
9. L'arbre de la connaissance du Bien et du Mal (Gen. 2,15-17)
10. Création d'Ève (Gen. 2,21-22)

Du côté nord, en suivant la même direction, sont figurés :
1. Le péché originel (Gen. 3,1-8)
2. Dieu condamne Adam et Ève (Gen. 3,9-16)
3. Adam et Eve bannis du Paradis Terrestre (Gen. 3,23-24)
4. Le travail d'Adam et Ève (Gen. 3,17-19)
5. Les sacrifices de Caïn et d'Abel (Gen. 4,3-7)
6. Caïn tue son frère et est interrogé par Dieu (Gen. 4,8-16)
7. Lamech parle à ses femmes (Gen. 4,23-24)
8. Hénoch est enlevé au Ciel (Gen. 5,24)
9. Noé et sa famille (Gen. 6,9-10)
10. La construction de l'Arche de Noé (Gen. 6,14-16)

#### Nefs latérales
Les parties supérieures des murs des nefs latérales, présentent une frise de scènes de la vie de Saint Pierre (nef de gauche) et de celle de Saint Paul (nef de droite), scènes séparées les unes des autres par les fenêtres garnies de vitraux au décor géométrique simple.

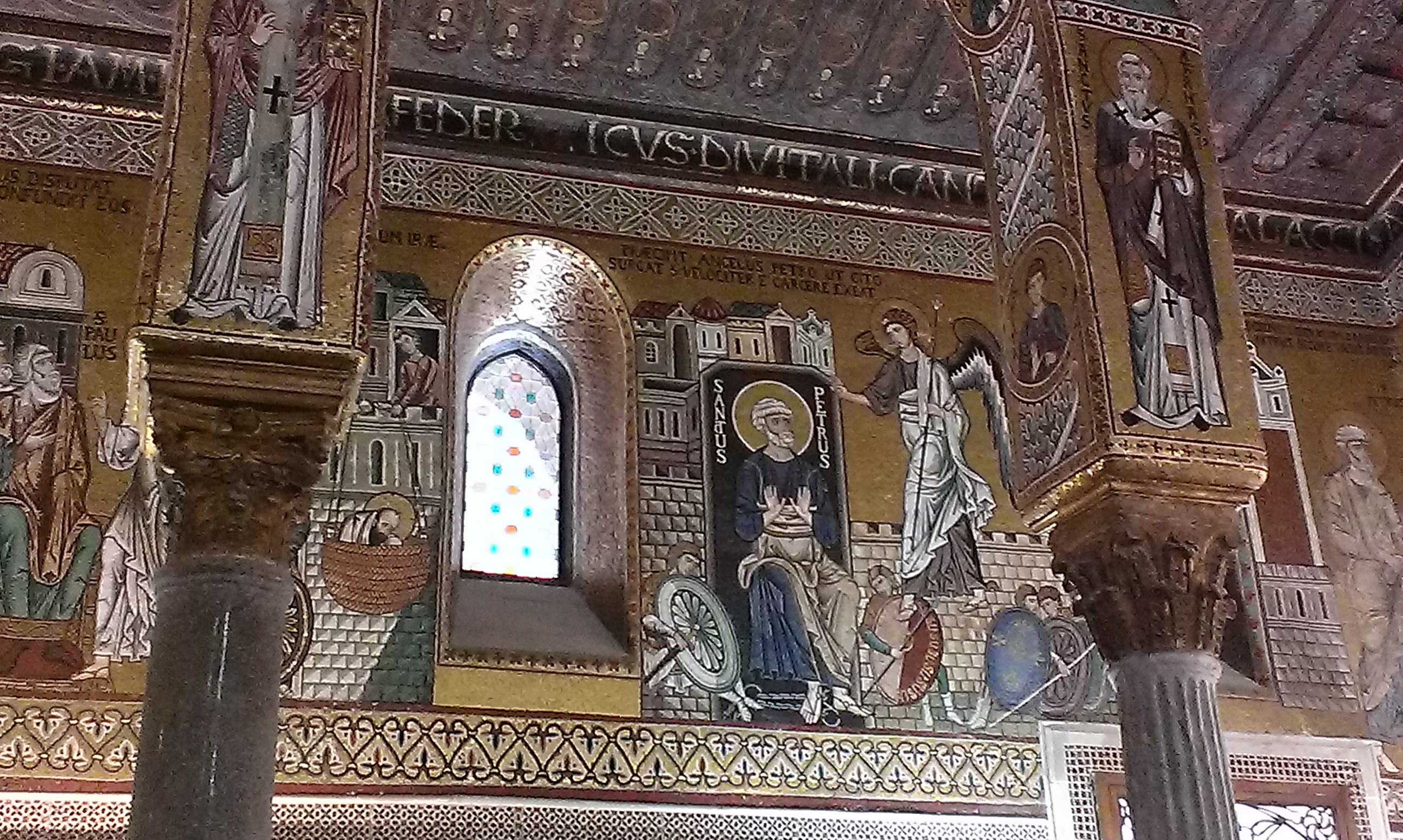
Saint Pierre reçoit la visite de l'Ange du Seigneur en prison.
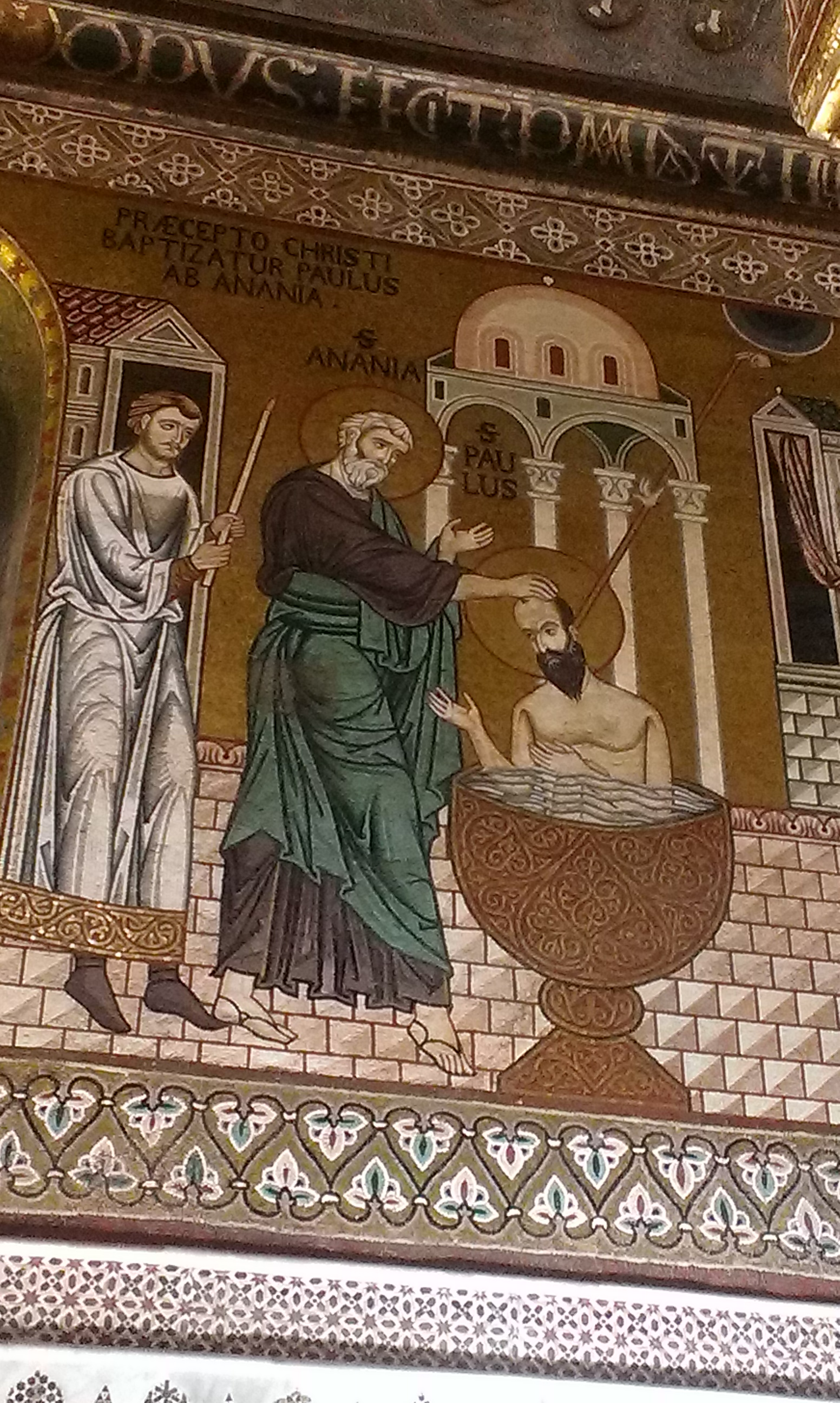
Baptême de Saint Paul

#### Transept
Sur la voûte en berceau du bras nord du transept figure l'Ascension, avec les douze apôtres présents lors de cet épisode : Simon, Pierre, André, Jacques le Majeur, Philippe, Jacques le Mineur, Barthélémy, Matthieu (avec un livre), Jean (avec un livre), Thomas, Matthias (absent de la scène selon les évangiles) et Thaddée. Entre Pierre et André, la Vierge est encadrée par deux anges. Au faîte de la voûte, deux anges portent un médaillon représentant le Christ Pantocrator.
La voûte du bras sud représente la Pentecôte avec douze apôtres assis sur un banc monumental : Pierre, André, Matthieu, Jean, Thomas, Philippe, Paul, Jacques le Majeur, Marc, Luc, Simon et Barthélémy. Les quatre évangélistes et Paul tiennent un livre. Au faîte, un médaillon comprenant un oiseau nimbé portant un livre, qui symbolise le Saint-Esprit, est encadré par quatre autres médaillons comprenant le buste de chacun des quatre archanges.

### Le plafond

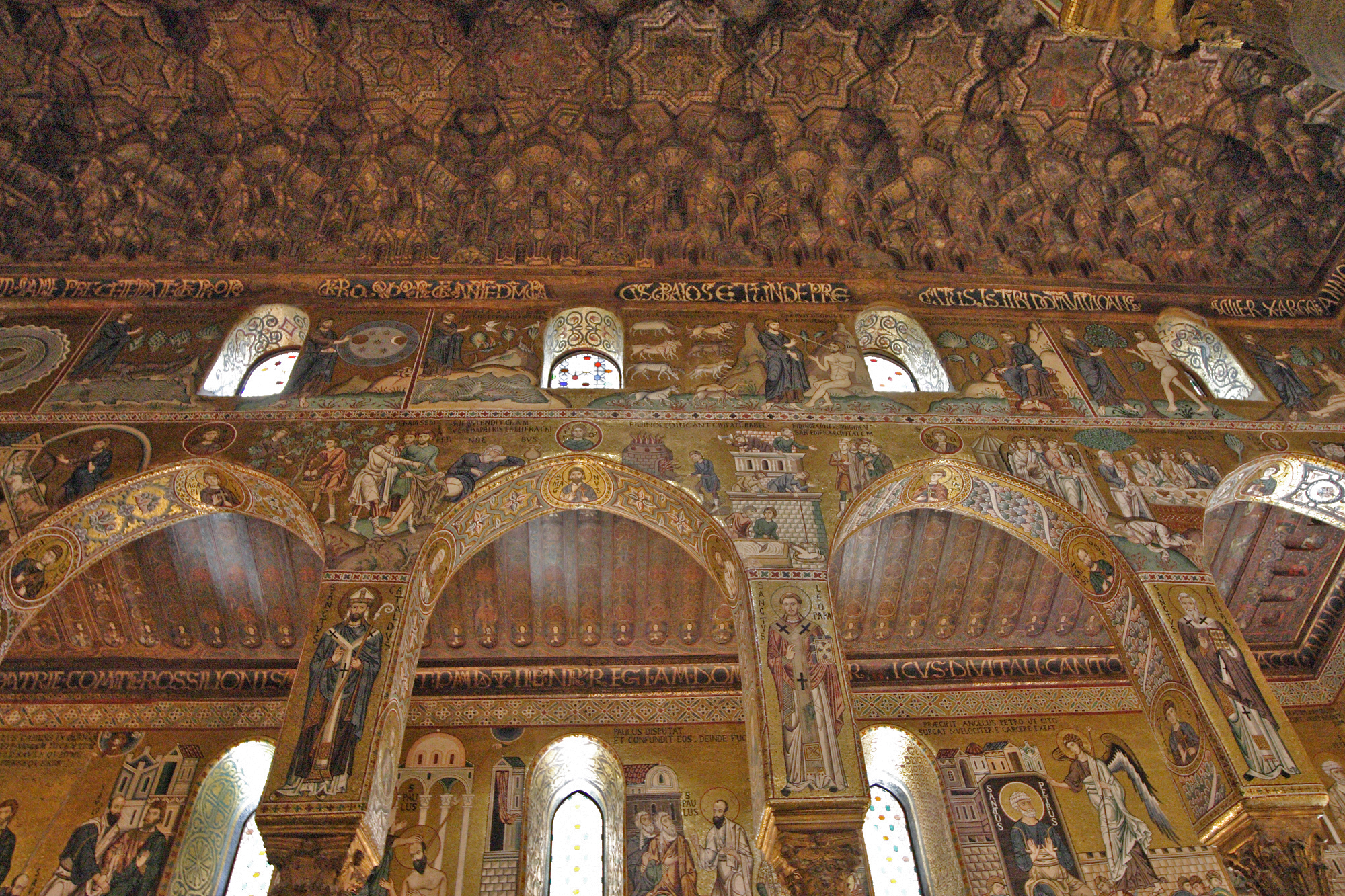
Le plafond de la nef.

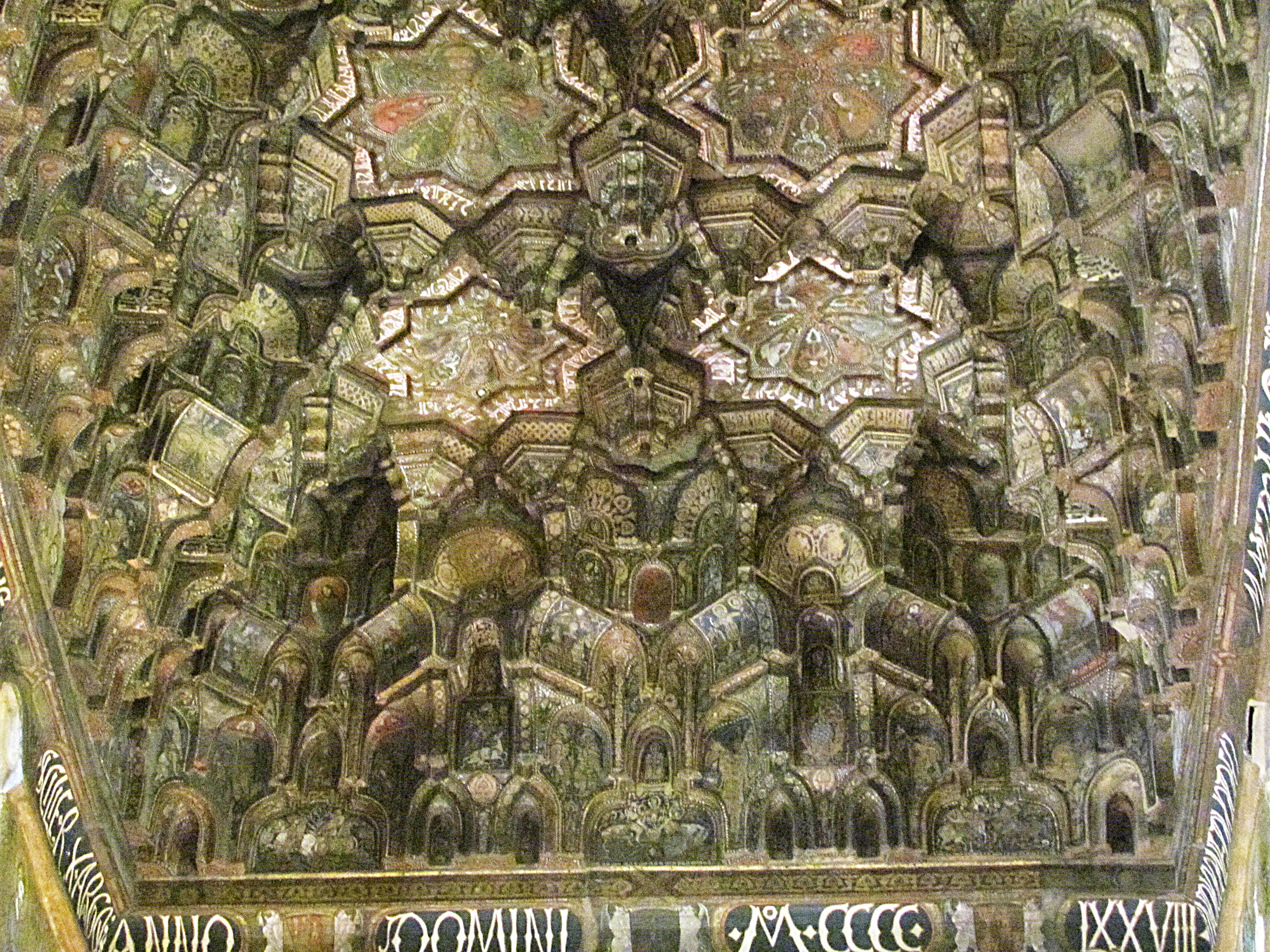
Muqarnas du plafond de la nef.

Le plafond à muqarnas est entièrement peint d'un décor figuratif. Sur fond or sont peintes des étoiles et des croix imbriquées dans une dominante de rouge, bleu, noir et blanc. Il offre un rare rapprochement entre la tradition et l'esthétique islamiques et celles, byzantines, des mosaïques qu'il jouxte directement.

### Sites externes
- Site officiel
- Ressource relative à la religion :   - GCatholic.org
- Notice dans un dictionnaire ou une encyclopédie généraliste :   - Britannica
- Notices d'autorité :   - VIAF
  - ISNI
  - LCCN
  - GND
  - Israël
  - Catalogne
  - WorldCat
- « Visite virtuelle de la chapelle », sur viewAt.org (consulté le 18 décembre 2015)
- Jerome-Cecil Auffret, « Trésors oubliés de la Méditerranée : La chapelle Palatine à Palerme », sur arte.tv, 2015 (consulté le 11 novembre 2018)